# Sergio Mantovani
Sergio Mantovani (22 de maio de 1929 – 23 de fevereiro de 2001) foi um automobilista italiano que participou de 7 Grandes Prêmios de Fórmula 1 de 1953 até 1955. Seus melhores resultados foram os 5º lugares na Alemanha e na Suíça em 1954.